# Carl Mez

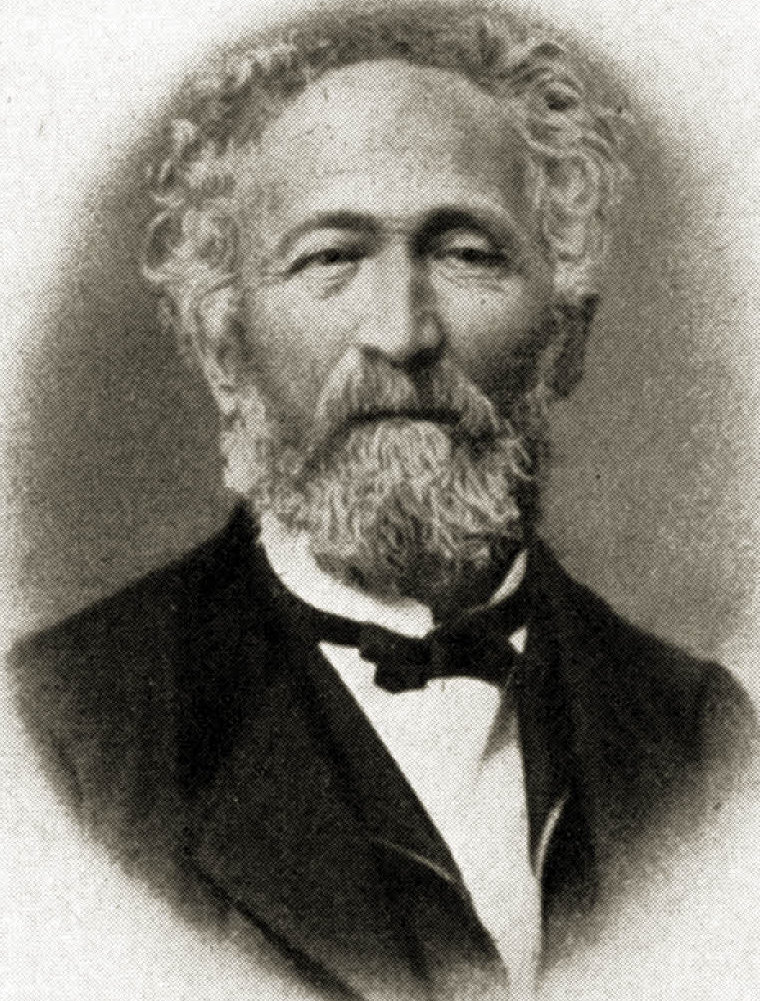
Karl Christian Mez

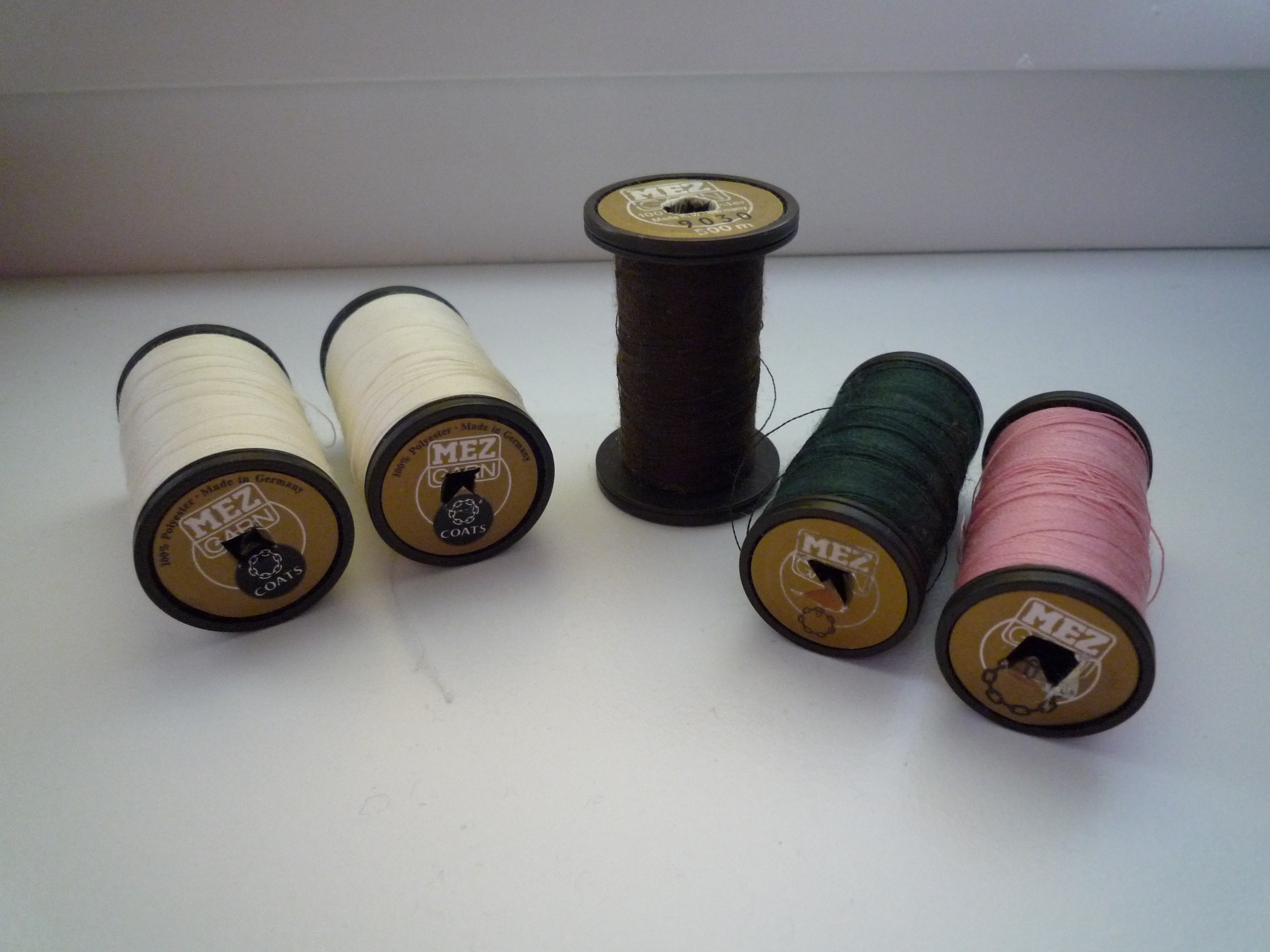
Einige Rollen Mez-Garn

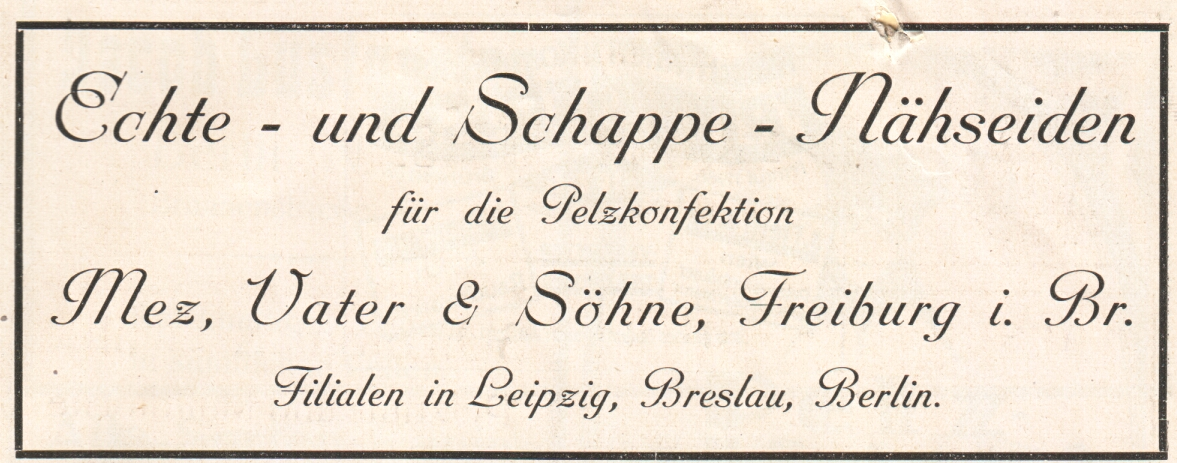
Zeitungswerbung (1922)

Karl (Carl) Christian Mez (* 20. April 1808 in Kandern; † 28. Mai 1877 in Freiburg im Breisgau) war Industrieller, liberaler Politiker und ein früher evangelischer Verfechter eines christlichen Sozialismus.

## Herkunft
Schon sein Großvater Carl Christian Mez (1747–1816) war Bandweber und Fabrikbesitzer in Kandern, zudem war er dort auch Bürgermeister. Seine Eltern waren Carl Christian Mez (1770–1845) und dessen Ehefrau Anna Maria Katharina Vollmer (1789–1845). Er hatte noch zwei Brüder Emanuel Friedrich und Gustav (1811–65), die Mitbesitzer der Fabrik waren, sowie eine Schwester Friederike Luise (1804–1886), die mit dem Professor Anton Baumstark (1800–1876) verheiratet war.

## Leben
Seine vom Vater ererbte Seidenzwirnfabrik in Freiburg war für die von Mez eingeführten sozialen Einrichtungen wie Arbeiterwohnhäuser, Badeanstalten und Fabriksparkassen bekannt. Mez gründete seine Aktivität unter Bezugnahme auf seine Religion. Das Unternehmen wurde 1930 vom schottischen Konkurrenten J. & P. Coats aufgekauft. Die beiden Unternehmen firmierten fortan als Mez AG.
Von 1834 bis 1849 und wieder ab 1863 war Mez Stadtrat in Freiburg, wo er beispielsweise das Evangelische Stift gründete und mit erheblichen Finanzmitteln versah.
1848 gehörte er dem Vorparlament an. Von Mai 1848 bis Juni 1849 gehörte Mez der Frankfurter Nationalversammlung als Abgeordneter für Villingen an. Von 1843 bis 1849 war er auch in der zweiten Kammer der Badischen Ständeversammlung vertreten. Er war von radikaldemokratischer Gesinnung und beschäftigte sich als Debattenredner vor allem mit sozialen Fragen. Zwar lehnte Mez während der Badischen Revolution eine Beteiligung in der Regierung Brentanos ab, konnte sich aber danach für mehr als ein Jahrzehnt nicht mehr politisch betätigen. In späteren Jahren schloss er sich der Herrnhuter Brüdergemeine an und unterhielt zahlreiche Kontakte zu berühmten Geistern der damaligen Zeit.

## Familie
Mez heiratete 1834 in Lahr die Fabrikantentochter Karoline Sophie Langsdorff (1816–1888). Das Paar hatte zwei Söhne und drei Töchter, von denen eine jung verstarb, darunter:
- Karl Christian (1837–1916), Fabrikant und Kommerzienrat

## Gedenktag
28. Mai im Evangelischen Namenkalender.